# Kirche der Heiligen Familie (Leipzig)

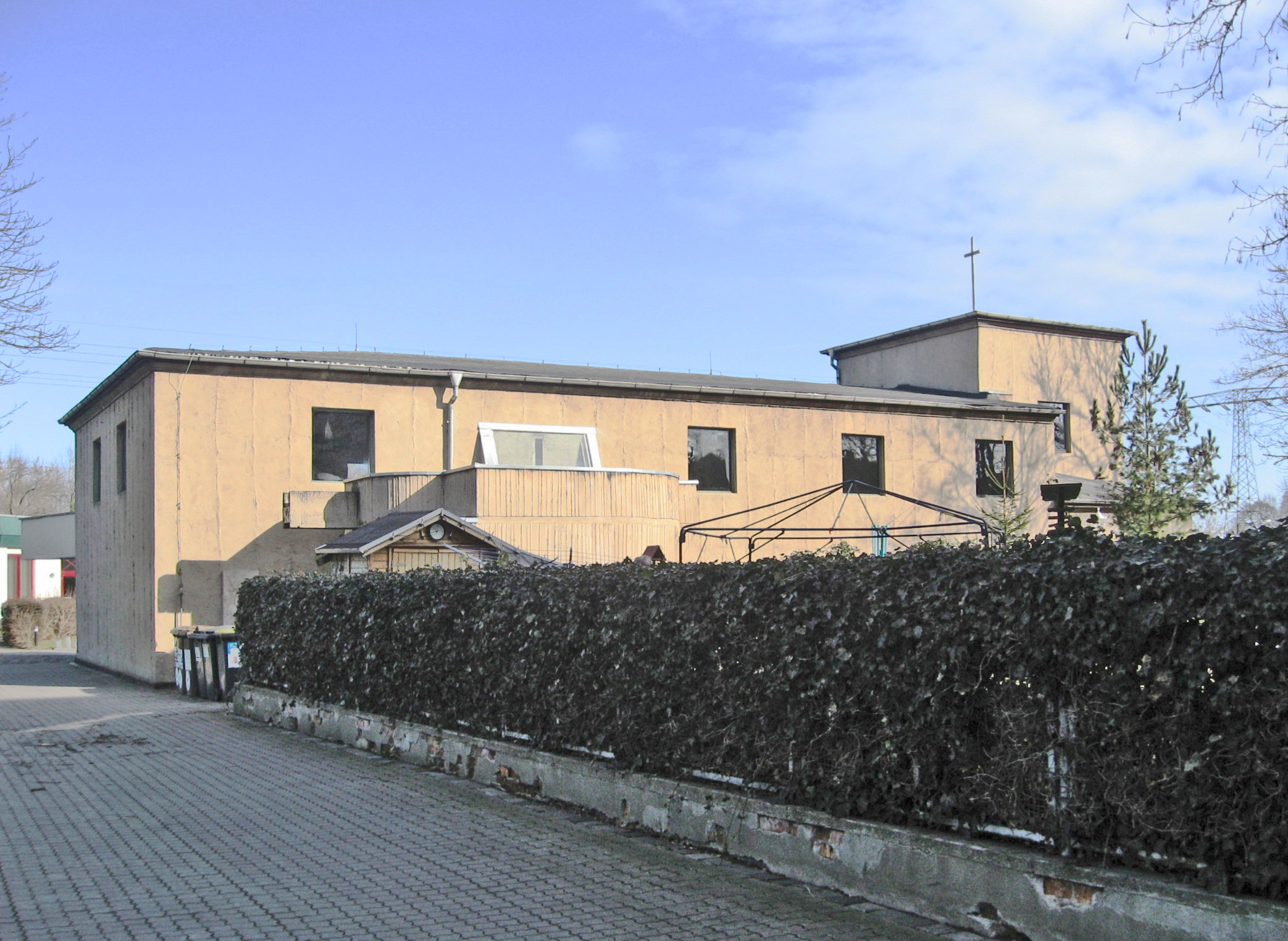
Kirche der Heiligen Familie Leipzig-Schönefeld (2010)

Die Kirche der Heiligen Familie – umgangssprachlich auch HeiFa-Kirche genannt – ist die römisch-katholische Kirche in Leipzigs Stadtteil Schönefeld. Sie steht in der Ossietzkystraße 60, gehört zur katholischen Pfarrei Heilige Maria Magdalena Leipzig-Ost im Dekanat Leipzig und hat das Patrozinium der Heiligen Familie. Die Innenausstattung der Kirche steht unter Denkmalschutz.

## Geschichte und Ausstattung
Das katholische Gotteshaus in Schönefeld wurde am 23. September 1928 von Bischof Christian Schreiber als Notkirche geweiht. 
Am 1. Januar 1938 erhob Bischof Petrus Legge das Seelsorgeamt Leipzig-Schönefeld zur selbständigen Pfarrei.
Am 26. November 1989 wurde die Alexander-Schuke-Orgel (Opus 562) mit einem Manual, Pedal und sieben Registern geweiht, das Instrument kostete 28.000 DDR-Mark. 
Viele Jahre diente das Bauwerk auch als Stätte für Theater- und Konzertaufführungen sowie Gemeindeabende – und als Turnhalle.

## Gestalt und Baugeschichte
Die Kirche entstand als Saalbau auf L-förmigem Grundriss mit Nebengebäude. Der Putzbau hat einen niedrigen Turm auf quadratischem Grundriss.
Die im „Dreiecksstil“ erbaute Notkirche wurde 1951 und 1961 erneuert. 
Sie wurde 1971–1976 nach den Erfordernissen der Liturgiereform des Zweiten Vatikanischen Konzils vollkommen neu gestaltet:
- Klare Fenster: „Kirche öffnet sich zur Welt“
- Wände mit Betonmustern: „Kirche in der Welt von heute“
- Altar in Kirchenmitte: „Gemeinde versammelt sich um den Altar“
- Sitz des Priesters (grauer Bezug) in der ersten Sitzreihe links: „Vorsteher der Eucharistie und Volk Gottes stehen auf gleichem Boden; Glaube + Taufe“
- hölzerne Skulpturengruppe der „Heiligen Familie“: abstrakt reduziert
- Tragkreuz in rot und goldgelb: „Tod und Auferstehung“ zusammen geschaut
- Tageslichtdurchflutetes Kreuz über der Sakramentskapelle: „Licht des Auferstehungsmorgens“
- Tabernakel „Engelsflügel schützen das Allerheiligste“: Sakramentskapelle aus Kirchenraum herausgerückt
- geschnitzte Kreuzwegbilder aus der vorhergehenden Kirchengestaltung
- 144 Sitzplätze, Sakristei; Gesprächs-/Beichtraum, Meditationsraum im Turm.

Ihre Baumeister und Umgestalter waren Bensch, Rudolf Peuser (1928), Andreas Marquart (Erneuerung 1951) sowie Peter Weeck und Friedrich Press (Umbau 1970 bis 1976).
1993 erhielt das Gotteshaus einen Anbau als Gemeindezentrum mit Pfarrsaal, Gemeinderäumen, zwei Wohnungen und einen Spielplatz.
2011 gab es eine umfassende Kirchensanierung: Das Gebäude bekam einen neuen Fußboden und eine Erdwärme-Heizung.
Die Kirchgemeinde bezeichnet ihr Gotteshaus als „die moderne Stadtkirche im Grünen“.

## Pfarrei
Seit dem 8. Dezember 2019 ist die Kirche St. Laurentius in Reudnitz die Pfarrkirche der neu gegründeten katholischen Pfarrei Heilige Maria Magdalena Leipzig-Ost. Außer ihr gehören zur Pfarrei die Ortskirchen Kirche der Heiligen Familie, St. Gertrud und St. Anna in Taucha sowie weitere Gottesdienstorte.

## Chronologischer Überblick bis 2012
- 1571: Die Pfarrei Schönefeld bei Leipzig wird evangelisch-lutherisch
- 24. Juni 1921:  Wiedererrichtung des Bistums Meißen mit Sitz in Bautzen, Bischof Dr. Christian Schreiber.
- 16. Oktober 1921: Erster katholischer Gottesdienst seit der Glaubensspaltung im Schönefelder Rathaussaal durch Pfarrer Jakob Stranz, St. Trinitatis; von da an 14-täglicher Gottesdienst durch Kaplan Johannes Spetlak, St. Laurentius Leipzig-Reudnitz
- 1. Januar 1924: Die Expositur (Seelsorgestelle) Leipzig Nordost – Schönefeld wird gegründet. Kaplan Spetlak wird Expositus in Schönefeld mit dem Titel „Pfarrer“.
- 1. Juni 1924: Gründung des Kirchenbauvereins
- 23. März 1928: Die Errichtung einer Notkirche samt Pfarrhaus wird baupolizeilich genehmigt
- 25. Mai 1928: Feier des Richtfestes der Notkirche und des Pfarrhauses
- 23. September 1928: Benediktion der Notkirche mit Bischof Schreiber
- 22. Oktober 1933: Erster Filialgottesdienst in Taucha
- 3. Oktober 1937: Erster Gottesdienst in Thekla
- 1. Januar 1938: Das Seelsorgeamt Leipzig-Schönefeld wird von Bischof Petrus Legge zur selbständigen Pfarrei erhoben.
- 1. Januar 1940: Gottesdienst für Kriegsgefangene im Gasthof Seegeritz bei Taucha
- 11. Mai 1941: Erster Gottesdienst für mehr als tausend polnische Zwangsarbeiter in der „HASAG“ (Rüstungsbetrieb)
- 1. Juli 1941: 3.500 Gemeindemitglieder, davon 1.400 in der Pfarrvikarie Taucha
- August 1942: Die Kegelbahn unter dem Pfarrhaus wird zum öffentlichen Luftschutzkeller umgebaut.
- 6. Oktober 1946: Erster kath. Gottesdienst in ev. Kirche Hohenheida bei Taucha
- 13. Februar 1947: Einweihung der Schwesternniederlassung in der Stöckelstraße 5 zur ambulanten Krankenpflege
- September 1953: Anlässlich des 25-jährigen Bestehens der Notkirche Umgestaltung und Renovierung nach Plänen von Architekt A. Marquart. Nach dessen Entwurf wird vor allem ein neuer Altar geschaffen.
- 29. September 1953: Bischof Heinrich Wienken konsekriert die Kirche von Leipzig-Schönefeld.
- März 1961: Umgestaltung der Pfarrkirche, Architekt: Willy Schönfeld, Karl-Marx-Stadt, bis Christi Himmelfahrt
- Frühjahr 1969: Wahl des ersten Pfarrgemeinderates
- Frühjahr 1971: Beginn der Umgestaltung des Pfarrgeländes und der Renovierung der Kirche
- 23. März 1975: Der Gottesdienst wird am Palmsonntag zum ersten Mal wieder in der eigenen Pfarrkirche gehalten.
- 12. September 1976: Bischof Gerhard Schaffran weiht die umgebaute Pfarrkirche ein.
- 1. Mai 1981: Ein Teil von Thekla wird aus der Pfarrei Taucha in die Pfarrei Leipzig-Schönefeld umgepfarrt.
- 1986: Kirche und Nebenräume werden renoviert (gemalert)
- Frühjahr 1987: Die Kirche erhält einen Holzpflasterfußboden.
- 1. Januar 1980: Die Pfarrgemeinde feiert ihr 50-jähriges Bestehen.
- 9. Oktober 1992: Grundsteinlegung für das neue Gemeindezentrum mit zweigeschossigem Wohnhaus
- 3. Oktober 1993: Einweihung des neuen Gemeindezentrums von Bischof Joachim Reinelt
- 17. Februar 2008: Bischof besucht die Pfarrei, seine Aussagen zum Fortbestand unserer Pfarrei und zu einer intakten Kirche werden von der Gemeinde aufmerksam und mit Freude aufgenommen.
- 25. September 2010: Der Chor feiert sein 35. Jubiläum und legt eine 34-seitige Festschrift vor.
- 28. Januar 2011: Die Pfarrei bekommt die Genehmigung für die Kirchensanierung. Das Gemeindeleben wird zunehmend geprägt von Bauplanung, Bauvorbereitung und Eigenleistungen der Gemeindemitglieder.
- 10. Dezember 2011: Festgottesdienst zum Abschluss der Kirchensanierung mit Bischof Reinelt.
- 20. Mai 2012: Die Gemeinde nimmt am Ökumenischen Gottesdienst am „Bagger“ teil und beteiligt sich am traditionellen Badewannenrennen.
- 13. November 2012: Visitation von Propst L. Vierhock. Die Gemeinde ist in den letzten drei Jahren auf ca. 1.380 Mitglieder gewachsen. Wegen Überalterung in den Wohngebieten jedoch kaum jüngere Familien mit Kindern, auf längere Zeit ist mit einer „Erwachsenen“-Kirchgemeinde mit wenigen Kindern und Jugendlichen (nur 13 %) zu rechnen. Die Zahl ausländischer Gemeindemitglieder ist stetig gewachsen, die größte Gruppe sind 80 Katholiken aus Polen.[7]

## Pfarrer
- Johannes Spetlak: 1. Januar 1924 – 15. November 1959
- Paulus Bursy: 20. Januar 1960 – 31. Juli 1970
- Günter Negwer: 1. September 1970 – 31. Dezember 1978
- Georg Wanzek: 17. März 1979 – 31. August 1986
- Gerhard Röhl: 1. September 1986 – 30. April 1996
- Klaus Orland: 15. Juni 1996 – 30. September 2006
- Markus Dieringer: 1. Oktober 2006 – 28. Februar 2010
- Michael Teubner: 1. März 2010[8] –